# Freddie Veseli
Frédéric Shtjefan Veseli (Renens, Suiza, 20 de noviembre de 1992), más conocido como Freddie Veseli, es un futbolista albanés que juega de defensa en el F. C. Südtirol de la Serie B. Es internacional con la selección de fútbol de Albania.

## Selección nacional
Antes de ser internacional con la selección de fútbol de Albania, Veseli, fue internacional con las categorías inferiores de la selección de fútbol de Suiza. 
Fue internacional sub-15, sub-16, sub-17, sub-18, sub-19, sub-20 y sub-21 con Suiza. Sin embargo, a la hora de escoger selección absoluta prefirió a la selección albanesa.
Con la selección de Suiza sub-17 ganó la Copa Mundial de Fútbol Sub-17 de 2009, donde la selección suiza venció en la final a Nigeria por 1-0.
Con la selección de Albania debutó el 13 de noviembre de 2015, en un amistoso frente a la selección de fútbol de Kosovo. Posteriormente, fue convocado para la Eurocopa 2016, donde debutó contra la selección de fútbol de Francia, la anfitriona del certamen. Albania no pudo pasar de la fase de grupos.

## Clubes
| Club                     | País       | Año       |
| ------------------------ | ---------- | --------- |
| Manchester City F. C.    | Inglaterra | 2010-2012 |
| Manchester United F. C.  | Inglaterra | 2012-2013 |
| Ipswich Town F. C.       | Inglaterra | 2013-2015 |
| Bury F. C. (cedido)      | Inglaterra | 2014      |
| Port Vale F. C. (cedido) | Inglaterra | 2014      |
| Port Vale F. C.          | Inglaterra | 2015      |
| F. C. Lugano             | Suiza      | 2015-2016 |
| Empoli F. C.             | Italia     | 2016-2020 |
| Le Mans F. C. (cedido)   | Francia    | 2020      |
| U. S. Salernitana 1919   | Italia     | 2020-2022 |
| Benevento Calcio         | Italia     | 2022-2023 |
| Fatih Karagümrük S. K.   | Turquía    | 2023-2024 |
| K. F. Egnatia            | Albania    | 2024-2025 |
| F. C. Südtirol           | Italia     | 2025-     |

## Palmarés

### Títulos nacionales
| Título               | Club          | País    | Año  |
| -------------------- | ------------- | ------- | ---- |
| Supercopa de Albania | K. F. Egnatia | Albania | 2024 |